# Association internationale des Jeux mondiaux
L'Association internationale des Jeux mondiaux (AIJM), en abrégé IWGA pour l'anglais International World Games Association, est une association internationale, reconnue par le Comité international olympique, qui organise les Jeux mondiaux tous les quatres ans depuis 1981.

## Histoire
L'IWGA a été fondée le 21 mai 1980 à Séoul (Corée du Sud), sous le nom de Conseil des Jeux Mondiaux (World Games Council en anglais), par 12 fédérations sportives internationales ne prenant pas part aux Jeux Olympiques. Partant du principe que le développement des Jeux olympiques est limité et que toutes les disciplines ne peuvent pas y participer, plusieurs fédérations non-olympiques, membres de l'Association globale des fédérations internationales sportives (GAISF), cherchent, à la fin des années 1970, à mettre en avant leurs disciplines lors d'un événement unique, les Jeux Mondiaux. En 1979, le président de World Taekwondo, Kim Un-Young, dirige un groupe de coordination qui aboutit à la création du Conseil des Jeux Mondiaux, en marge d'une réunion des fédérations non-olympique, à Séoul. Les premiers Jeux mondiaux se déroulent à Santa Clara (États-Unis), en 1981.
Régie par le droit suisse, le World Games Council change de nom en 1984 pour prendre son nom actuel. En 1987, le Comité international olympique (CIO) reconnaît l'IWGA et apporte son patronage à l'organisation des Jeux Mondiaux à partir de l'édition 1989, à Karlsruhe (Allemagne). De 12 fédérations à sa création, 39 fédérations sont aujord'hui membres de l'Association.

## Développement
L'appui du CIO depuis 2004 a permis de structurer et de crédibiliser l'IWGA dans le paysage sportif international et d'impliquer, notamment les comités nationaux. Dans ce cadre l'IWGA signe des accords avec des CNO consistant « à favoriser les partenariats internationaux au bénéfice des athlètes et à améliorer la visibilité de la marque « Jeux Mondiaux » sur les cinq continents »,.
En 2024, l'Association lance une grande consultation de ses membres et des parties prenantes des Jeux mondiaux comme les comités nationaux olympiques, les athlètes, médias et partenaires. La consultation aboutit sur une feuille de route de 33 objectifs pour développer les Jeux mondiaux sur la période 2025-2034. Toujours en 2024, l'IWGA signe un accord avec la Fédération mondiale des sports électroniques (Global Esport Federation) afin d'intégrer des disciplines de e-sport dans les prochaines éditions des Jeux Mondiaux, soit à Chengdu en 2025, soit à Karlsruhe en 2029.

## Structure et organisation

Ancien logo jusqu'en 2021.

L'Association Internationale des Jeux Mondiaux est dirigée par un comité exécutif, élu tous les quatres ans en marge des Jeux, composé de sept membres. L'action de ce comité exécutif est appuyé par 8 comités. Des membres honoraires, souvent d'anciens dirigeants, comme les ex-présidents, sont distingué de ce titre, mais n'ont pas rôle propre dans les instances de l'Association.
Les fédérations membres se réunissent en assemblée générale (general meetings) une fois par an (annual general meeting). Ces réunions servent à désigner une ville-hôte des Jeux, modifier le programme des Jeux, intégrer de nouveaux membres,... Chaque fédération membre dispose d'une voix lors des procédures de votes.
Les comités nationaux olympiques (CNO, NOC en anglais) participent au fonctionnement de l'IWGA en apportant un soutien technique et financier. Néanmois, à la différence des Jeux olympiques, les athlètes ne sont pas nommés par les CNO mais par les fédérations internationales prenant part aux Jeux Mondiaux, en suivant les règles définies par elles comme des compétitions qualificatives ou des minimas.

### Liste des présidents
En avril 2014, José Perurena est élu président de l'IWGA.
| Mandat      | Nat. | Nom           |
| ----------- | ---- | ------------- |
| 1980 - 1992 |      | Kim Un-Yong   |
| 1992 - 2014 |      | Ron Froelich  |
| 2014 -      |      | José Perurena |

## Membres
Pour devenir membre, une fédération sportive internationale doit remplir plusieurs critères, les principaux sont le fait d'être une fédération internationale structurante et d'être membre de l'Association des fédérations internationales de sports reconnues par le Comité international olympique (ARISF). Depuis 2014, la reconnaissance du CIO est un prérequis obligatoire (une fédération peut être reconnue par le CIO mais pas membre de l'ARISF).
Depuis 2020, le statut de membre affilié est mis en place pour les fédérations membres de l'ASOIF et de l'AIOWF. Elle permet à des fédérations olympiques d'aligner des disciplines qu'elles ne peuvent pas présenter lors des Jeux olympiques.

## Liste des fédérations membres
Il y a 39 fédérations sportives internationales membre de l'IWGA,.
| Sport                  | Organisation                                              | Année d'adhésion                |
| ---------------------- | --------------------------------------------------------- | ------------------------------- |
| Aïkido                 | Fédération internationale d'aïkido                        | 1982                            |
| Sport aérien           | Fédération aéronautique internationale                    | 1995                            |
| Tir à l'arc            | World Archery Federation                                  | 1982                            |
| Baseball/Softball      | Confédération mondiale de baseball et softball            | Fondateur absent de 1989 à 2001 |
| Billard                | Confédération mondiale de billard                         | 1997                            |
| Bodybuilding           | Fédération internationale de bodybuilding et fitness      | Fondateur                       |
| Jeu de boules          | Fédération mondiale de boules et de pétanque              | 1983                            |
| Bowling                | World Bowling                                             | Fondateur                       |
| Canoë                  | Fédération internationale de canoë                        | 1999                            |
| Casting (pêche)        | Fédération internationale de casting                      | Fondateur                       |
| Danse sportive         | Fédération mondiale de danse sportive                     | 1995                            |
| Fistball               | Association internationale de fistball                    | 1983                            |
| Floorball              | Fédération internationale de floorball                    | 2013                            |
| Ultimate               | Fédération mondiale de disque-volant                      | 1995                            |
| Gymnastique            | Fédération internationale de gymnastique                  | Fondateur                       |
| Handball               | Fédération internationale de handball                     | 1997                            |
| Hockey en salle        | Fédération internationale de hockey                       | 2000                            |
| Ju-jitsu               | Fédération internationale de ju-jitsu                     | 1994                            |
| Karaté                 | Fédération mondiale de karaté                             | Fondateur                       |
| Kick-boxing            | Association mondiale des organisations de kickboxing      | 2014                            |
| Korfbal                | Fédération internationale de korfbal                      | 1982                            |
| Crosse                 | Fédération internationale de crosse                       | 2013                            |
| Sauvetage              | Fédération internationale de sauvetage aquatique          | 1982                            |
| Muay-thaï              | Fédération internationale de muay-thaï amateur            | 2013                            |
| Netball                | Fédération internationale de netball                      | 1983                            |
| Course d'orientation   | Fédération internationale de course d'orientation         | 1995                            |
| Force athlétique       | Fédération internationale de force athlétique             | Fondateur                       |
| Racquetball            | Fédération internationale de racquetball                  | 1982                            |
| Rollers                | World Skate                                               | Fondateur                       |
| Rugby à sept           | World Rugby                                               | 1999                            |
| Sambo                  | Fédération internationale de sambo                        | 2021                            |
| Escalade sportive      | Fédération internationale d'escalade                      | 2002                            |
| Squash                 | Fédération internationale de squash                       | 1994                            |
| Sumo                   | Fédération internationale de sumo                         | 2002                            |
| Surf                   | International Surfing Association                         | 1993                            |
| Tir à la corde         | Fédération internationale de tir à la corde               | Fondateur                       |
| Sports sous-marins     | Confédération mondiale des activités subaquatiques        | 1982                            |
| Ski nautique/Wakeboard | Fédération internationale de ski nautique et de wakeboard | Fondateur                       |
| Wushu                  | Fédération internationale de wushu                        | 2021                            |